# Яново (гміна Наровка)
Яново (пол. Janowo) — село в Польщі, у гміні Наровка Гайнівського повіту Підляського воєводства.
Населення — 49 осіб (2011).
У 1975-1998 роках село належало до Білостоцького воєводства.

## Демографія
Демографічна структура станом на 31 березня 2011 року:
|          | Загалом | Допрацездатний вік | Працездатний вік | Постпрацездатний вік |
| -------- | ------- | ------------------ | ---------------- | -------------------- |
| Чоловіки | 26      | 1                  | 21               | 4                    |
| Жінки    | 23      | 1                  | 14               | 8                    |
| Разом    | 49      | 2                  | 35               | 12                   |